# Simon Adingra
Simon Adingra, né le 1er janvier 2002 à Yamoussoukro en Côte d'Ivoire, est un footballeur international ivoirien qui joue au poste d'ailier gauche à Sunderland AFC.
Le 11 février 2024, il remporte la Coupe d'Afrique des Nations (CAN 2023) à domicile avec la Côte d'Ivoire au stade Alassane-Ouattara à Ébimpé. Il est élu meilleur joueur de la finale et meilleur jeune joueur de la compétition.

## Biographie
Dans son enfance, à 12 ans, Simon Adingra est passionné du football et pratique ce sport. Ses parents qui le soutiennent dans son ambition de devenir footballeur tombent dans le piège d'un homme se faisant passer pour un entraineur de football. Cet homme leur promettait un centre de formation au Bénin contre la somme de 300$. En suivant cet individu en terre béninoise, avec neuf de ses amis footballeurs aussi, Simon Adingra est victime d'une arnaque,,. Livrés à eux-mêmes et mis devant les faits d'escroquerie, Adingra et ses compagnons vivent un périple et enchaînent des petits boulots pour subvenir à leurs besoins en nourriture et logement.

### En club

#### FC Nordsjælland
Simon Adingra a été formé par l'académie ABiS sport au Bénin avant de rejoindre l'académie Right to Dream basée au Ghana, où il poursuivit sa formation. Il rejoint en janvier 2020 le club partenaire du FC Nordsjælland, au Danemark. Il commence à s'entraîner avec l'équipe première à partir de septembre 2020 mais une fracture au bras freine sa progression. Il est définitivement promu en équipe première en janvier 2021, son entraîneur Flemming Pedersen (en), se réjouit alors de compter dans son équipe un joueur prometteur, reconnu pour ses dribbles et habile des deux pieds.
Il joue son premier match en professionnel avec le FC Nordsjælland, lors d'une rencontre de championnat contre le FC Copenhague, le 18 avril 2021. Il entre en jeu à la place d'Ivan Mesík et se fait remarquer en inscrivant également son premier but ce jour-là sur un service d'Oliver Antman, permettant à son équipe d'assurer le point du match nul (2-2 score final),.
Il connaît sa première titularisation le 19 mai 2021, lors d'une victoire en championnat face au Randers FC (2-1 score final),.

#### Brighton avec prêt à l'Union saint-gilloise
Le 24 juin 2022, Simon Adingra rejoint l'Angleterre en s'engageant en faveur de Brighton & Hove Albion pour un contrat de quatre ans,. Adingra est toutefois prêté le 4 juillet 2022 en Belgique, à l'Union saint-gilloise, pour une saison.
L'ailier ivoirien se met en évidence dès sa première apparition sous les couleurs de l'Union saint-gilloise en marquant son premier but le 23 juillet 2022 contre le K Saint-Trond VV, lors de la première journée de la saison 2022-2023 de première division belge. Titulaire, Adingra inscrit le but égalisateur qui permet aux siens d'obtenir le point du match nul (1-1 score final),. Avec l'Union, il termine troisième du championnat de Belgique, inscrit 15 buts dont 12 en championnat belge et délivre 15 assists dont 10 en championnat et 3 en Ligue Europa.

#### Retour à Brighton
Son prêt pour une saison à l'Union terminé, Adingra retourne à Brighton à l'été 2023 où il inscrit son premier but dès sa première apparition en Premier League, le 12 août 2023 une dizaine de minutes après être rentré en jeu contre Luton puis devient rapidement titulaire. Le 9 novembre, il marque son premier but en Ligue Europa en déplacement à l'Ajax Amsterdam (victoire 0-2) où il est aussi passeur décisif. Il se blesse aux muscles ischio-jambiers en fin d'année 2023.

### Côte d'Ivoire
En sélection nationale, Simon Adingra dispute ses premières minutes le 17 juin 2023 avec l'équipe de Côte d'Ivoire entrainée par Jean-Louis Gasset en entrant à la mi-temps du match en déplacement en Zambie (défaite 3-0). Le 17 novembre 2023, il inscrit son premier but pour les Eléphants qui remportent une large victoire (9-0) contre les Seychelles.
Le 28 décembre 2023, il est retenu dans la liste des vingt-sept joueurs ivoiriens sélectionnés par Jean-Louis Gasset pour disputer la Coupe d'Afrique des nations 2023. Le 11 février 2024, il remporte la Coupe d'Afrique des nations en délivrant les deux passes décisives en finale et est élu homme du match de cette rencontre .

## Statistiques détaillées
| Saison                | Club                        | Championnat           | Championnat | Championnat | Championnat | Coupe nationale | Coupe nationale | Coupe nationale | Coupe de la Ligue | Coupe de la Ligue | Coupe de la Ligue | Compétition(s) continentale(s) | Compétition(s) continentale(s) | Compétition(s) continentale(s) | Compétition(s) continentale(s) | Côte d'Ivoire | Côte d'Ivoire | Côte d'Ivoire | Total | Total | Total |
| Saison                | Club                        | Division              | M.          | B.          | P.d.        | M.              | B.              | P.d.            | M.                | B.                | P.d.              | Comp.                          | M.                             | B.                             | P.d.                           | M.            | B.            | P.d.          | M.    | B.    | P.d.  |
| 2020-2021             | FC Nordsjælland             | Superligæn            | 7           | 2           | 0           | -               | -               | -               | -                 | -                 | -                 | -                              | -                              | -                              | -                              | -             | -             | -             | 7     | 2     | 0     |
| 2021-2022             | FC Nordsjælland             | Superligæn            | 31          | 9           | 3           | 2               | 1               | 0               | -                 | -                 | -                 | -                              | -                              | -                              | -                              | -             | -             | -             | 33    | 10    | 3     |
| Sous-total            | Sous-total                  | Sous-total            | 38          | 11          | 3           | 2               | 1               | 0               | 0                 | 0                 | 0                 | -                              | 0                              | 0                              | 0                              | -             | -             | -             | 40    | 12    | 3     |
| 2022-2023             | Union Saint-Gilloise (prêt) | Jupiler Pro League    | 36          | 11          | 9           | 4               | 3               | 1               | -                 | -                 | 0                 | C1+C3                          | 2+9                            | 0                              | 0+3                            | 1             | 0             | 0             | 52    | 14    | 13    |
| Sous-total            | Sous-total                  | Sous-total            | 36          | 11          | 9           | 4               | 3               | 1               | 0                 | 0                 | 0                 | -                              | 11                             | 0                              | 3                              | 1             | 0             | 0             | 52    | 14    | 13    |
| 2023-2024             | Brighton & Hove Albion      | Premier League        | 31          | 6           | 1           | 1               | 0               | 0               | -                 | -                 | -                 | C3                             | 8                              | 1                              | 2                              | 13            | 2             | 2             | 53    | 9     | 5     |
| 2024-2025             | Brighton & Hove Albion      | Premier League        | 29          | 2           | 2           | 1               | 0               | 0               | 3                 | 3                 | 0                 | -                              | -                              | -                              | -                              | 7             | 1             | 2             | 40    | 6     | 4     |
| Sous-total            | Sous-total                  | Sous-total            | 60          | 8           | 3           | 2               | 0               | 0               | 3                 | 3                 | 0                 | -                              | 8                              | 1                              | 2                              | 20            | 3             | 4             | 93    | 15    | 9     |
| Total sur la carrière | Total sur la carrière       | Total sur la carrière | 134         | 30          | 15          | 8               | 4               | 1               | 3                 | 3                 | 0                 | -                              | 19                             | 1                              | 5                              | 21            | 3             | 4             | 185   | 41    | 25    |

## Palmarès

### En sélection nationale
- Côte d'Ivoire
  - Vainqueur de la Coupe d'Afrique des nations en 2024[18]
  - Meilleur Jeune de la Coupe d'Afrique des Nations 2024 en Côte d'Ivoire[19]